# 로런 파우스트
로런 파우스트(Lauren Faust, 1974년 7월 25일 ~ )는 미국의 애니메이터, 각본가, 영화 프로듀서이다. 해즈브로의 텔레비전 애니메이션 시리즈 《마이 리틀 포니: 우정은 마법》의 기획자로 가장 잘 알려져 있다. 파우스트는 텔레비전 시리즈 《파워퍼프걸》과 《상상 속 친구들의 모험》에서 애니메이터로 일했다. 그녀는 카툰 네트워크, 워너 브로스, 해즈브로, 디즈니, 그리고 드림웍스 애니메이션에서 일했다. 남편 크레이그 맥크라켄과 자주 함께 작업한다.

## 경력
로런 파우스트는 1992년부터 1994년까지 캘리포니아 인스티튜트 오브 디 아츠를 다녔고, 러프 드래프트 스튜디오에서 화면 구성 작가로 일했다. 그 후, 2년간 터너 엔터테인먼트와 워너 브라더스에서 애니메이터로 일했다. 1999년부터 카툰 네트워크에서 일하기 시작해 스토리보드 아티스트, 각본가로 4년간 일했다.
파우스트의 초기 경력은 애니메이션 영화에 집중되어 있다. 그녀는 《고양이 댄스》, 《매직 스워드》, 그리고 《아이언 자이언트》에서 애니메이터로 일했다. 2000년대에 들어서는 텔레비전 애니메이션으로 전향했으며, 《파워퍼프걸》, 《상상 속 친구들의 모험》, 《마이 리틀 포니: 우정은 마법》, 《슈퍼 베스트 프렌즈 포에버》, 그리고 《완다가 간다》에서 일했다. 그녀는 완구 제품 《Milky Way and the Galaxy Girls》를 기획하기도 했다.
파우스트는 해즈브로사의 《마이 리틀 포니》 프렌차이즈를 개발하여, 《마이 리틀 포니: 우정은 마법》를 창작했다. 이 애니메이션은 큰 성공을 거두었고, 타겟으로 설정한 어린 시청자 뿐만이 아닌, "브로니"라 불리게 된 어른과 청소년 가운데에서도 인기를 끌었다.

## 수상
2004년, 파우스트는 에미상에 후보로 올랐고, 그해 애니상을 수상했다. 2009년, 《상상 속 친구들의 모험》으로 프라임타임 에미상을 수상했다.

## 사생활

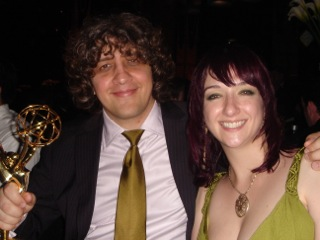
크레이그 맥크라켄과 로런 파우스트

파우스트는 《파워퍼프걸》, 《상상 속 친구들의 모험》, 그리고 《완다가 간다》의 창작자인 크레이그 맥크라켄과 결혼했다. 그들은 《파워퍼프걸》의 세 번째 시즌을 작업하던 때에 만났다. 파우스트는 남편의 모든 작품에 함께 참여했다. 그녀는 자신을 평생의 페미니스트라고 생각하고 있다. 파우스트는 2016년 중반에 태어난 딸을 보살피기 위해 출산 휴가를 냈다.

## 참가 작품 목록

### 영화
| 연도 | 제목                                                 | 역할                                |
| ---- | ---------------------------------------------------- | ----------------------------------- |
| 1994 | 《Home, Honey, I'm High》                            | 성우                                |
| 1997 | 《고양이 댄스》                                      | 애니메이터 – "Sawyer"               |
| 1998 | 《매직 스워드》                                      | 애니메이터                          |
| 1999 | 《아이언 자이언트》                                  | 애니메이터                          |
| 2002 | 《파워퍼프걸 영화》                                  | 각본가                              |
| 2013 | 《마이 리틀 포니: 이퀘스트리아 걸스》                | 크레디트에 "시리즈 개발자"로 표기됨 |
| 2013 | 《브로니: 전혀 예상못한 마이 리틀 포니의 성인 팬들》 | 이그제큐티브 프로듀서, 본인 역      |
| 2014 | 《마이 리틀 포니: 이퀘스트리아 걸스 - 레인보우 락》  | 크레디트에 "시리즈 개발자"로 표기됨 |
| 2015 | 《마이 리틀 포니: 이퀘스트리아 걸스 - 우정 게임》    | 크레디트에 "시리즈 개발자"로 표기됨 |
| 2015 | 《아이언 자이언트: 시그니처 에디션》                 | 애니메이터                          |
| 2016 | 《Open Season: Scared Silly》                        | 특별 감사                           |

### 텔레비전
| 연도      | 제목                            | 역할 |
| --------- | ------------------------------- | --- |
| 1995      | 《The Maxx》                    | 캐릭터 레이아웃 아티스트 |
| 2001      | 《암호명: 이웃집 아이들》       | 걷기 동작 에피소드: No P in the OOL |
| 2001–2005 | 《파워퍼프걸》                  | 스보리보드 아티스트, 각본가, 감독, 슈퍼바이징 감독 |
| 2004–2009 | 《상상 속 친구들의 모험》       | 개발자, 슈퍼바이징 감독 (Seasons 3-4), 각본가, 스토리, 스토리 슈퍼바이저, 스보리보드 아티스트, 캐릭터 디자이너, 애니메이션 감독, 스토리 편집자                                                                    |
| 2010–2012 | 《마이 리틀 포니: 우정은 마법》 | 창작자, 개발자 시즌 1: 이그제큐티브 프로듀서, 각본가, 캐릭터 디자이너, 크리에이티브 감독 시즌 2: 〈The Return of Harmony〉의 이그제큐티브 프로듀서 , 컨설팅 프로듀서 모든 에피소드: "Developed for Television By" |
| 2012      | 《슈퍼 베스트 프렌즈 포에버》   | 창작자, 감독, 각본가, 스보리보드 아티스트, 프로듀서 |
| 2013      | 《완다가 간다》                 | 개발자, 공동 프로듀서, 스토리 편집자, 각본가, 감독, 캐릭터 디자이너(시즌 1 한정) |

### 비디오 게임
| 연도 | 제목                      | 역할   |
| ---- | ------------------------- | ------ |
| 2017 | 《Them's Fightin' Herds》 | 개발자 |

## 참고 도서 목록
- Liz Ohanesian, "Lauren Faust: Let's Hear It for the Girls", LA Weekly People 2012 issue,